# Calocheiridius crassifemoratus
Calocheiridius crassifemoratus es una especie de arácnido del orden Pseudoscorpionida de la familia Olpiidae. Presenta las subespecies Calocheiridius crassifemoratus crassifemoratus y Calocheiridius crassifemoratus moderatus.

## Distribución geográfica
Se encuentra en África Central.